# Aristophanischer Vers
Als aristophanischer Vers oder auch Aristophaneus werden in der antiken Verslehre zwei nach dem Komödiendichter Aristophanes benannte Versmaße bezeichnet.
Die erste Form ist ein Kurzvers, der als Verbindung von Chorjambus und Bacchius interpretiert wird:
—◡◡—◡—◠
Dieser Vers entspricht einer anaklastischen Form des Archilochius minor.
Die zweite Form ist ein katalektischer anapästischer Tetrameter mit dem metrischen Schema:
◡◡—ˌ◡◡—ˌ◡◡—ˌ◡◡—ˌ◡◡—ˌ◡◡—ˌ◡◡—ˌ◠
Sie wurde als Dialogvers in der attischen Komödie verwendet, zum Beispiel von Aristophanes in Die Wolken, in der römischen Komödie von Plautus zum Beispiel im Miles gloriosus und im Deutschen von August von Platen in seinen Versdramen Die verhängnisvolle Gabel und in Der romantische Ödipus nachgebildet:
Er beneidete nie die gefeierte Schaar um ein rauschendes Zeichen des Beifalls